# Сборная Казахстана по теннису в Кубке Билли Джин Кинг
Сборная Казахстана по теннису в Кубке Федерации — официальный представитель Казахстана в Кубке Федерации. Руководящий состав сборной определяется Федерацией Тенниса Казахстана.

## История выступлений
Сборная дебютировала в турнире в 1995 году. Команда постоянно играла в региональной зоне, лишь в 2022 году дебютировала в мировой группе. В этот период сыграны 108 матчевых встреч (58 побед).
До 1993 года лучшие игроки сборной выступали в составе сборной СССР и СНГ.

## Рекордсмены команды
| Максимальное общее число побед               | 28-14 | Галина Воскобоева                    |
| Максимальное число побед в одиночных матчах  | 22-11 | Юлия Путинцева                       |
| Максимальное число побед в парных матчах     | 20-7  | Галина Воскобоева                    |
| Лучшая пара                                  | 9-4   | Галина Воскобоева / Ярослава Шведова |
| Наибольшее число участий в матчевых встречах | 32    | Галина Воскобоева                    |
| Наибольшее число лет в турнире               | 11    | Юлия Путинцева                       |

## Последние 3 матча сборной
| Год  | Стадия                      | Место (покрытие)         | Соперник         | Участвовавшие игроки                                                     | Счёт |
| ---- | --------------------------- | ------------------------ | ---------------- | ------------------------------------------------------------------------ | ---- |
| 2025 | Квалификация Мировой группы | Брисбен, Австралия, хард | Колумбия         | Елена Рыбакина Юлия Путинцева Зарина Дияс Жибек Куламбаева               | 3-0  |
| 2025 | Квалификация Мировой группы | Брисбен, Австралия, хард | Австралия        | Елена Рыбакина Юлия Путинцева Анна Данилина Жибек Куламбаева             | 2-1  |
| 2024 | Плей-офф Мировой группы     | Астана, Казахстан, хард  | Республика Корея | Елена Рыбакина Зарина Дияс Юлия Путинцева Анна Данилина Жибек Куламбаева | 3-1  |